# José Torrents
José Torrents y Casals (Santa Coloma de Gramanet, 1872 - Badalona, 28 de octubre de 1900) fue un soldado e insurrecto carlista español. 

## Biografía
Nació en una familia de labradores carlistas, hijo del colono de la masía Ventós, Francisco Torrents, y de Margarita Casals. Combatiente en la guerra de Cuba de 1898, pertenecía al regimiento del Rey núm. 1 de Infantería, y se distinguía por la exaltación con que defendía las ideas carlistas.
La noche del 28 de octubre de 1900 capitaneó una partida de unos 60 carlistas armados que atacaron el cuartel de la Guardia Civil de Badalona (suceso que fue conocido como «la Octubrada»), resultando muerto en el tiroteo. Esta acción, que al parecer, no fue ordenada por Don Carlos, incitó el levantamiento de algunas partidas en otras partes de Cataluña como Berga, Igualada y Manresa, así como en las provincias de Valencia y Alicante.
Tras ser abatido, los guardias civiles registraron su cadáver, hallando en sus bolsillos 15 duros en billetes, 21 pesetas en plata y un documento, que decía:

«He recibido del alcalde de Badalona ... pesetas, que le serán reintegradas cuando ocupe el solio de sus antepasados la majestad del rey Carlos.— Tubado, teniente habilitado.— Badalona 28.»

En junio de 1901 se celebró en Badalona un funeral por su eterno descanso al que asistieron numerosas personas.